# 劉斌 (隋朝)
刘斌（?—?），隋末唐初南阳人，刘之遴孙。
刘斌很有文采，在隋朝官至信都郡司功书佐。618年，窦建德建立夏国，任命他为中书舍人。620年，唐朝秦王李世民攻王世充于洛阳，刘斌劝说窦建德：“现在李唐有关内，王郑有河南，我夏国居河北，这是鼎足相持之势。听说唐兵全军攻郑，前后二年，郑国一天不如一天而唐兵不解。唐强郑弱，势必破郑，郑国破则我夏国有唇亡齿寒之忧。为大王谋划，不如救郑国，郑在里面抵抗，夏国攻其外部，必破唐军。如果击退唐保全郑，着可以保持三分之势。如果唐军被击破后而郑国可以谋取，则趁机消灭他，总领两国之众，乘唐军之败，长驱西入，京师长安也可夺取，这是太平之基。”窦建德很高兴：“这是良策。”621年，窦建德去援救王世充，结果武牢之战被李世民击败，郑、夏二国都被唐朝所灭。622年正月，刘黑闼自称汉东王，改年号为天造，都城设在洺州。任命范愿为左仆射，董康买为兵部尚书，高雅贤为右领军，王琮为中书令，刘斌为中书侍郎。刘黑闼失败，刘斌与刘黑闼逃亡突厥，不知所终。